# Sidhbari
Sidhbari est un village situé dans l’État de l'Himachal Pradesh en Inde.

## Géographie
Sidhbari est situé dans les contreforts des montagnes de Dhauladhar, à environ 6 kilomètres de Dharamsala, le lieu de résidence du 14e Dalaï-lama.

## Économie
Ce village croît en activité en raison de nombreuses caractéristiques.

## Histoire
Son nom dérive de celui d'un sage, Baba Sidh.

## Lieux et monuments

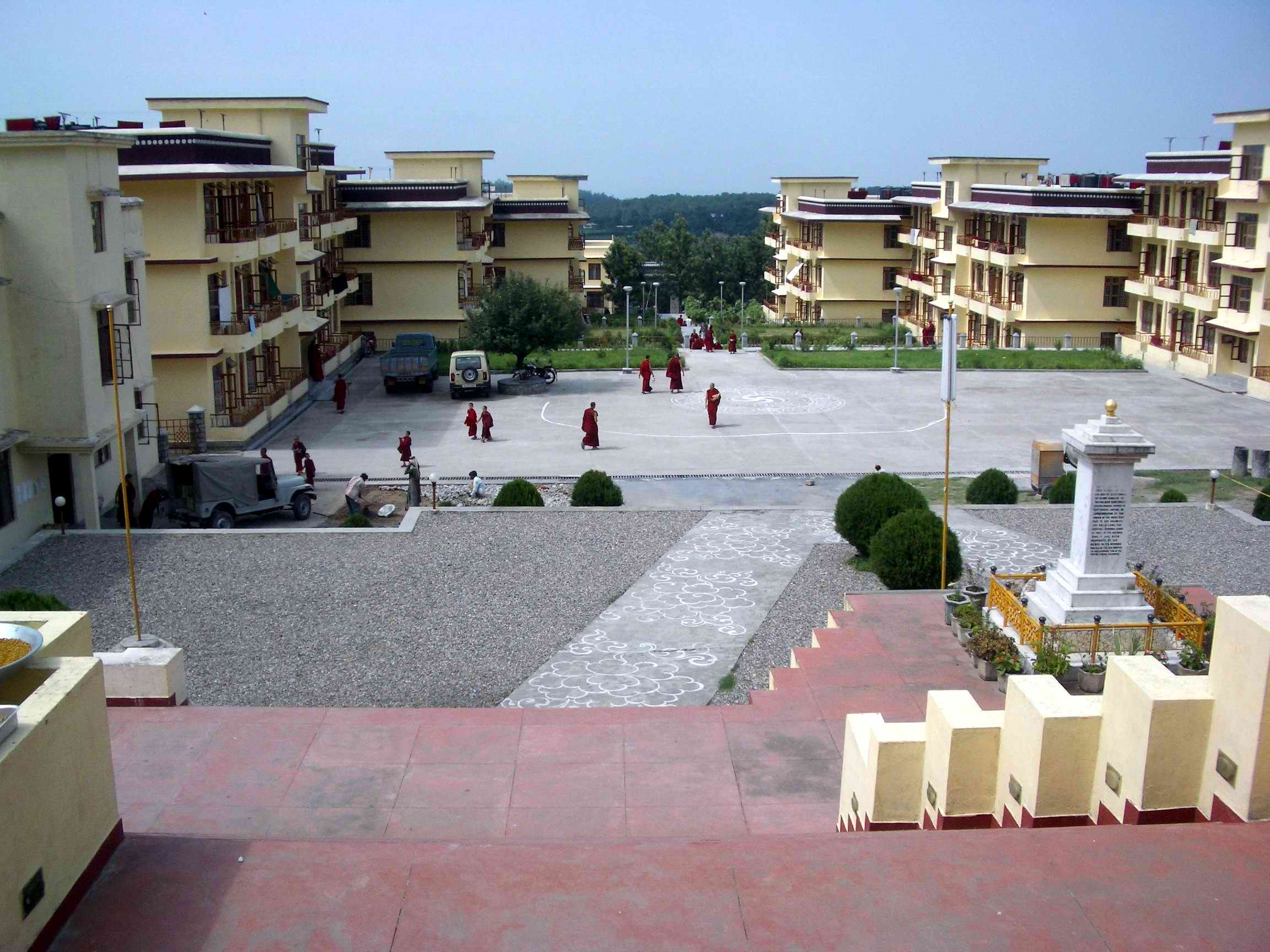
Vue des bâtiments de l'université de Gyuto à Sidhbari, en Inde

L'âshram de la Chinmaya Mission, également appelée Sandeepany Himalaya, est situé à proximité du village de Sidhbari. Dans cet âshram, se trouve le samādhi de Swami Chinmayananda, fondateur de la Chinmaya Mission .
Sidhbari est la ville où est localisée la résidence temporaire du 17e Karmapa, Orgyen Trinley Dorje, au monastère de Gyuto.
L'Institut Norbulingka est également à proximité du village.